# Drive-by-Wire
Drive-by-Wire ist die Steuerung eines Fahrzeugs über eine elektrische anstatt einer klassischen mechanischen Verbindung. Die Stellung der Bedienelemente, wie Gaspedal oder Lenkrad, wird elektrisch abgefragt und elektronisch an ein Steuergerät übermittelt. Das prüft die Befehle auf Plausibilität und steuert über einen Aktor (z. B. Servomotor) das Stellelement, z. B. Drosselklappe. Aus Sicherheitsgründen sind Sensor, Leitung und teils auch Aktor redundant.
Der Begriff Drive-by-Wire (kurz DbW) ist wie X-by-Wire ein Überbegriff für:
- elektronisches Gaspedal
- Shift-by-Wire (Schaltung)
- Brake-by-Wire (Bremssteuerung)
- Steer-by-Wire (Lenkung)

In Flugzeugen ist die Benennung entsprechend Fly-by-Wire.
Die neuere Entwicklung im Kraftfahrzeugbau tendiert dazu, alle Fahrerbefehle nur noch elektrisch weiterzuleiten. Elektronisches Gaspedal und Schaltung sind inzwischen in Serie; eine vollektrische Lenkung als auch Bremse sind in Deutschland gesetzlich noch nicht erlaubt.
Um die Daten schnell parallel über mehrere unabhängige Leitungen redundant übertragen zu können, soll der FlexRay-Bus eingeführt werden, der Limitierungen des CAN-Bus überwindet.

## Vorteile
Vorteile sind geringeres Gewicht und leichtere Eingriffsmöglichkeiten von elektronischen Hilfssystemen wie Abstandsregeltempomat oder Lenkassistent. Das wird auch den Umbruch zu autonomen Fahrzeugen erleichtern.
Durch die elektrische Verbindung werden ganz neue Mensch-Maschine-Schnittstellen möglich, z. B. Joysticks.

## Nachteile
Bremse und Lenkung wurden bisher mit einem Schwerpunkt auf Betriebssicherheit (weiter)entwickelt, so ist bei einem Ausfall der elektronischen Steuerung das Auto durch eine mechanische, hydraulische oder pneumatische Rückfallebene weiterhin voll steuerbar.
Ausfall der elektrischen Versorgung können zu totaler Unlenkbarkeit oder Bremsversagen führen.
Das Testen von Software ist sehr komplex.
Das Hacken von Fahrzeugen (Automotive hacking) hat größere Auswirkungen.

## Elektronisches Gaspedal

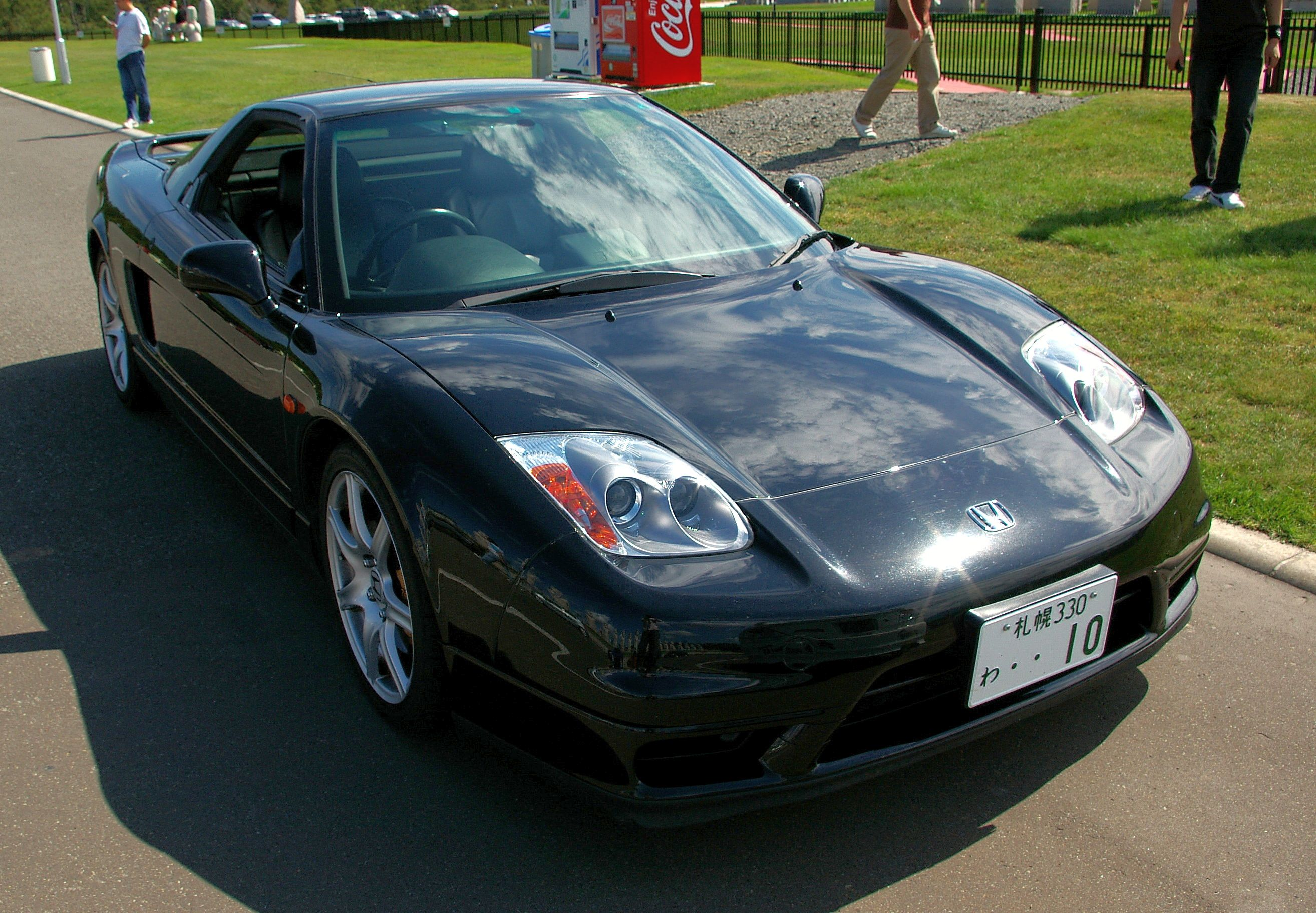
Der Honda NSX hatte bereits ab 1995 ein DBW-System

Das elektronische Gaspedal wird auch E-Gas oder Electronic Power Control (kurz „EPC“) bezeichnet. Bei historischen Ottomotoren war die Drosselklappe, mit der das Drehmoment gesteuert werden kann, durch ein Seilzugsystem mit dem Gaspedal verbunden. Bei aktuellen Fahrzeugen mit elektronischem Gaspedal wird die Gaspedalstellung aus Redundanzgründen durch zwei gegenläufige Potentiometer erfasst und der Wert elektronisch an das Motorsteuergerät weitergeleitet. Die Drosselklappe wird durch einen Schrittmotor elektronisch bewegt. Dadurch hat das Gaspedal keinen direkten Durchgriff mehr auf die Drosselklappe, sondern teilt dem Steuergerät nur noch den Fahrwunsch des Fahrers mit.

Das Motorsteuergerät hat dadurch jederzeit uneingeschränkt Einfluss auf die Drosselklappenstellung und damit das Drehmoment des Motors und kann dadurch schneller und genauer auf sich ändernde Bedingungen (wie beispielsweise Notlauf, Abriegelung, Eingriff von ESC, ASR, EDS, Schubbetrieb, Tempomatbetrieb) reagieren. Frühere mechanische Regelungssysteme die durch Änderungen des Einspritz- oder Zündzeitpunktes Einfluss auf Drehmoment des Motors nehmen, können durch das E-Gas ersetzt werden. Ein fehlerhaftes System wird durch eine Warnleuchte im Kombiinstrument angezeigt. Bei einigen Systemen geht das EPC in einen Notlauf mit permanent erhöhter Drehzahl (z. B. VW und Audi, 1500/min).

### Automobile
Der Honda NSX war ab 1995 der erste Serienwagen, der sowohl elektronische Drosselklappensteuerung (E-Gas, verbunden mit der Regelung von Tempomat und der PGM-FI-Saugrohreinspritzung), als auch eine vollelektronische Servolenkung hatte. Das DBW-System ermöglichte ein schnelleres Ansprechen des Motors auf Gaspedalbefehle und eine exaktere Steuerung der Traktionskontrolle.
Die erste serienmäßige Anwendung eines DBW-Systems wurde 1987 von BMW im E30 in Verbindung mit dessen ab 1987 wählbaren M21 Turbodiesel-Motor pioniert.

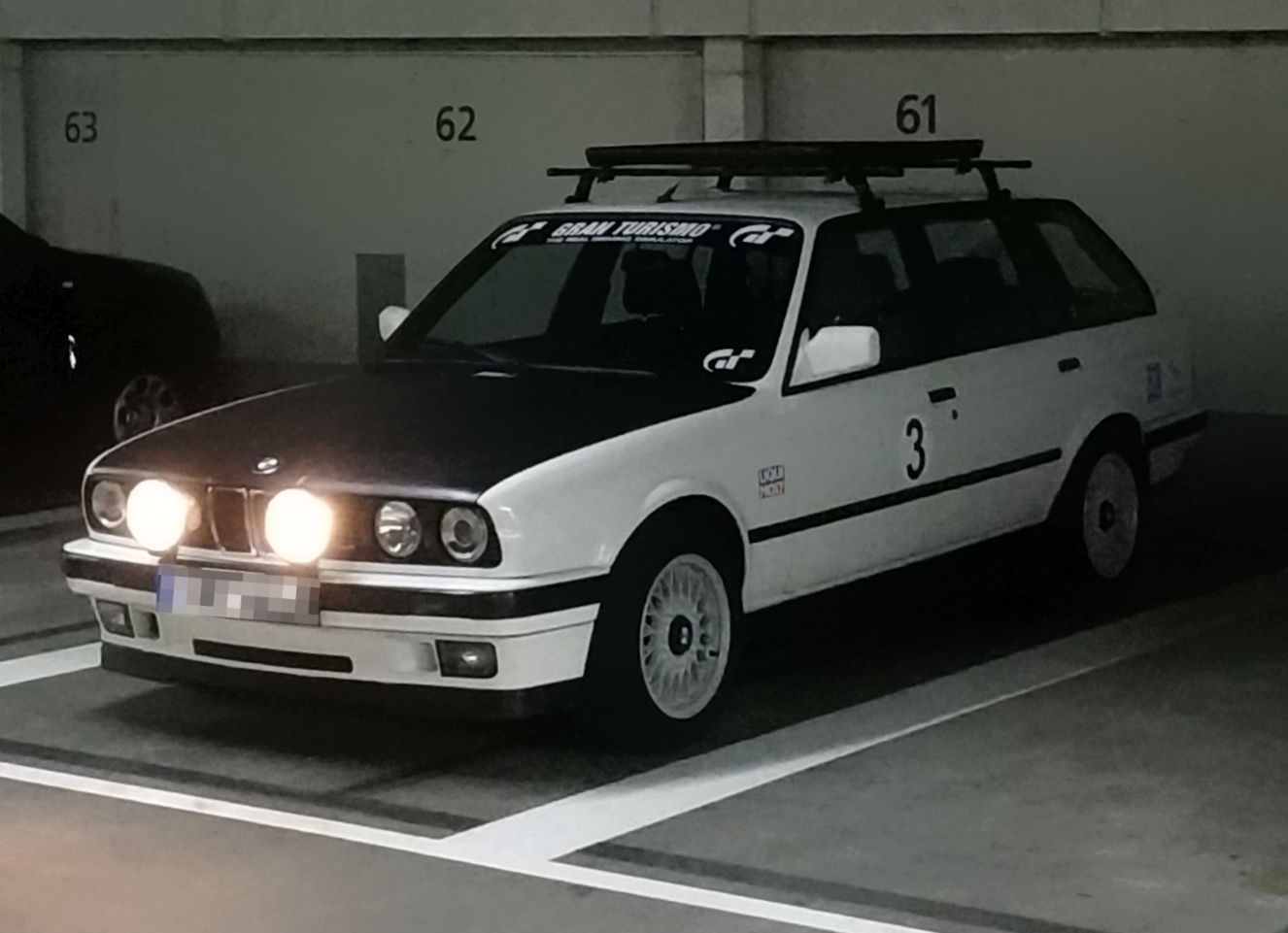
Motorabhängiges DBW: BMW E30

Ein Beispiel für den konsequenten Einsatz der Drive-by-Wire-Technik ist das Hybridfahrzeug Toyota Prius.

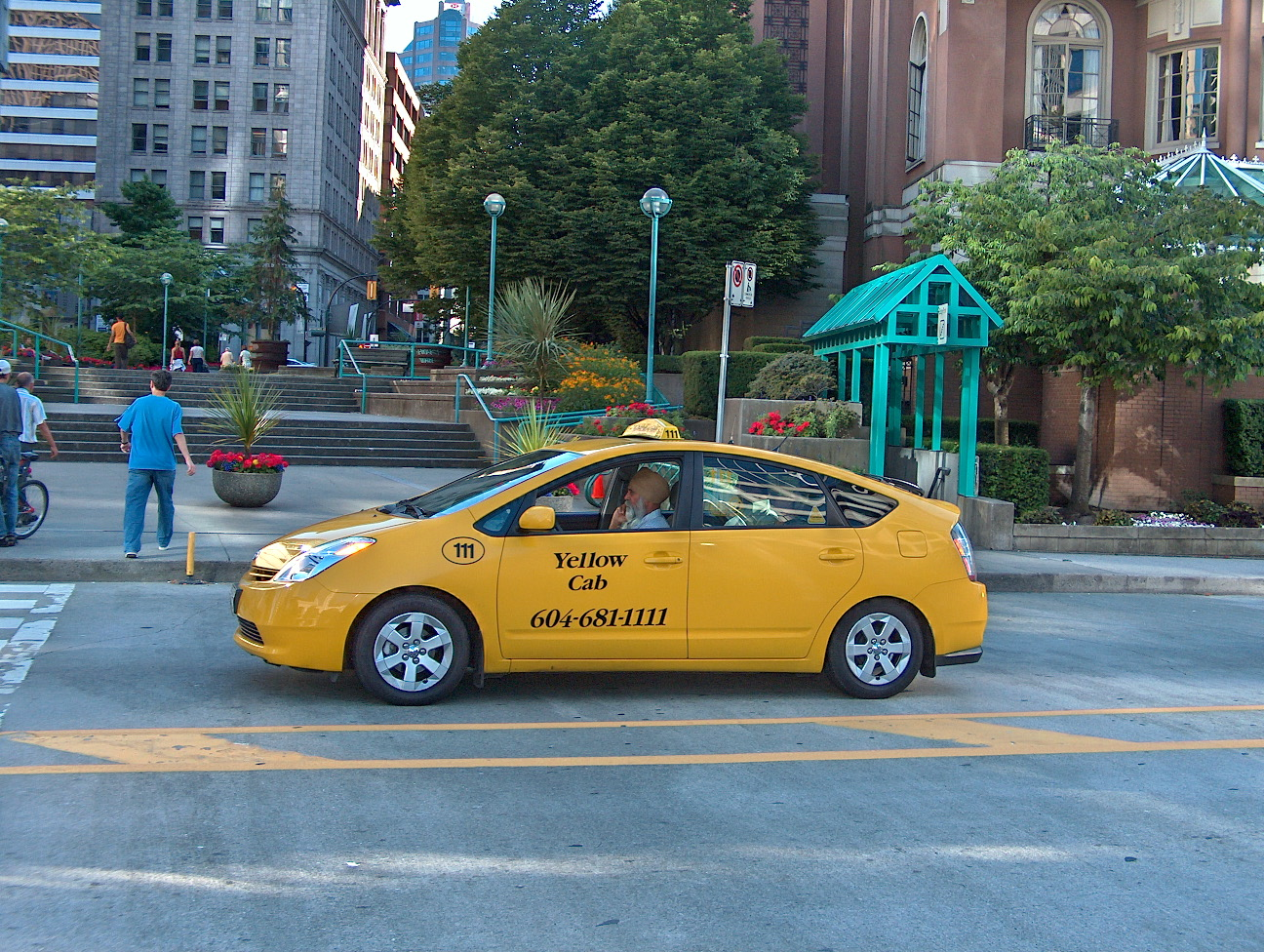
Der Toyota Prius verfügt über weitreichende DBW-Technik

Auch im Automobil-Rennsport kommen Teillösungen wie Steer-by-Wire zum Einsatz. Ziel ist es, die Technologie unter diesen anspruchsvollen Bedingungen zu testen und weiterzuentwickeln. 2021 starteten vom Unternehmen Paravan ausgerüstete Rennwagen ohne mechanische Lenksäule beim 24-Stunden-Rennen auf dem Nürburgring sowie bei der DTM-Rennsportserie.

### Motorräder
Inzwischen geht auch bei Motorrädern der Trend zur elektrischen Übertragung der Fahrsignale. Hier wird jedoch in der Regel von „Ride-by-wire“ gesprochen. Yamaha (YZF-R6 2006) und KTM (690 Duke 2007) brachten die elektronische Drosselklappensteuerung „YCC-T (Yamaha Chip Controlled-Throttle)“ bzw. „EPT (Electronic Power Throttle)“. Hierbei blieb der Gaszug vorhanden und es war bereits möglich, verschiedene Fahrmodi, wie z. B. verhaltenes Ansprechen des Motors bei Regen oder direkte Gasannahme im Sport-Modus, zu realisieren: Yamahas D-Mode (Sport, Town), KTMs MTC (Motorcycle Traction Control)-Mode (Street, Sport, Rain) und Aprilias Tri-Map (Sport, Touring, Regen; siehe: SL 750 Shiver). Erstmals hat dann die 690 Duke 2012, „das erste Motorrad mit einem echten RBW-System“, „die klassische, mechanische Verbindung zwischen dem Gasdrehgriff am rechten Lenkerende und dem Schieber im Vergaser oder dem Drosselklappenkörper zu Grabe [ge]tragen“. Dabei wird die Stellung des Gasgriffes elektronisch erfasst und an den Motor und die Drosselklappen weitergeleitet. Mittlerweile bieten auch andere Modelle und Marken diese Technologie: so die KTM 1190 Adventure (hat zusätzlich „[v]ier verschiedene MTC Modi“: Sport, Street, Rain, Offroad, Off-Mode); ähnlich die zeitgleich präsentierte R 1200 GS von BMW (Rain, Road, Dynamic, Enduro, Enduro Pro).

## Steer-by-Wire
Eine der Hauptverletzungsquellen im Auto, die Lenksäule, fällt durch das Fahren mittels Drive-by-Wire weg.  Zudem ist in einem Auto die Steuerung sowohl von der Fahrer- als auch von der Beifahrerseite ohne Probleme möglich.
Bisher ist die neue Technik teurer als die konventionelle mechanische Lenkung. Bis Ende der 2020er-Jahre erhofft man sich aber Sparpotenziale, da manche Produktionsschritte vereinfacht werden und die Preise für elektronische Komponenten stärker sinken werden als für mechanische.
Von den Zulieferern wurden Kraftstoffeinsparungen durch den Verzicht auf die energieintensiven hydraulischen oder mechanischen Systeme versprochen.

## Behindertengerechte Fahrzeuge
Das Drive-by-Wire kam frühzeitig zum Einsatz bei Kraftfahrzeuganpassung für körperbehinderte Menschen. Verschiedene Einbaulösungen ermöglichen es Menschen mit geringen Restkräften, hohem Querschnitt, minimalen Bewegungsfähigkeiten und sogar ohne Arme oder Beine, mit Space Drive 2, Auto zu fahren. Im September 2022 erhielt Janis McDavid, ein Autofahrer, der ohne Arme und Beine geboren wurde, auf Basis dieser Technologie eine Lizenz für Autorennen.
Mikroprozessgesteuerte Eingabegeräte machen es möglich Bremse, Gas und Lenkung zu betätigen. Diese Fahrhilfen übertragen die Signale an zwei Servomotoren für Bremse und Gas sowie an zwei weitere für das Steer-by-Wire System. Das erste nachträglich verbaute Drive-by-Wire-System mit Straßenzulassung war das Space Drive 2 des deutschen Unternehmens Paravan, welches dreifach aktive Servo-Redundanz hat. 2021 rüstete Paravan ein Tesla Model 3 mit Space Drive um. Der Tesla-Prototyp wird mittels Joystick gesteuert und ist das erste in Deutschland zugelassene Auto ohne Lenkrad (Video rechts).